# La Cazette
Jean-Louis Arlaud, sieur de Névache, dit Jean-Louis Borel, dit La Cazette, est né vers 1530 à Oulx, dans l'actuelle province de Turin, au Piémont, un territoire du Dauphiné alors français, qui sera cédé par Louis XIV au duc de Savoie après le traité d'Utrecht en 1713.

## Biographie
Jean-Louis Arlaud fit ses premières armes au siège de Perpignan en 1542. Il prit part ensuite aux campagnes d'Italie, de 1544 à 1549, puis, en 1560, à l'expédition d'Écosse contre les Anglais ; c'est à cette époque qu'il adopta le patronyme de Borel.
À partir de 1563, il défendit le Briançonnais contre les troupes protestantes de Lesdiguières. Il a contribué à reprendre aux protestants la forteresse d'Exilles en 1569, dont il fut gouverneur jusqu'en 1581. En 1580, il délivra Briançon assiégé par les troupes protestantes du capitaine Jean Nel.
À la fin du règne d'Henri III, il devint gouverneur-général du Briançonnais.
Sur l'ordre de Lesdiguières, il fut assassiné dans sa maison d'Oulx le 15 juillet 1590 par une troupe protestante commandée par le capitaine Du Pont.